# Vladimir Saharov
Vladimir Viktorovici Saharov (în rusă Влади́мир Ви́кторович Са́харов) (n. 20 mai 1853 – d. august 1920, Bilohirsk, Uniunea Sovietică) a fost unul dintre generalii Armatei Țariste Ruse din Primul Război Mondial.
A îndeplinit funcția de comandant al Armatei de Dunăre rusă în campania acesteia din România, având gradul de general de cavalerie.